# تپه سر گورستان هر باخ
تپه سر قبرستان هر باخ مربوط به دوره اشکانیان - سده‌های میانه دوران‌های تاریخی پس از اسلام است و در شهرستان سلسله، بخش فیروزآباد، دهستان فیروزآباد، ۲۵۰ متری غرب روستای هر باخ واقع شده و این اثر در تاریخ ۲۲ اسفند ۱۳۸۵ با شمارهٔ ثبت ۱۸۲۴۰ به‌عنوان یکی از آثار ملی ایران به ثبت رسیده است.